# Rosario de Mora
Rosario de Mora es un distrito del municipio de San Salvador Sur, departamento de San Salvador, El Salvador. De acuerdo al Censo de Población y Vivienda de 2024, tiene 12.993 habitantes.

## Toponimia
Su nombre es en honor a la Virgen del Rosario, figura de la iglesia católica, y por el sacerdote Alejandro Mora (1828-1892).

## Historia
«El Rosario», en el año 1807, era una hacienda ubicada dentro de los límites del pueblo de Panchimalco; años después se convirtió en cantón del municipio. En 1894 la cabecera se erigió como pueblo por Decreto Legislativo del 7 de abril con el nombre de Rosario de Mora.
En el 16 de julio, tiempo en que el país se estaba reorganizando después de la revolución de los 44, el gobernador del departamento de San Salvador Guadalupe Ramírez anunció al público que se verificaron las elecciones de autoridades locales del nuevo pueblo y que desde esa fecha quedaban establecidas dichas autoridades con residencia en lo que era el valle de El Rosario.

## Información general
Administrativamente el distrito se divide en 7 cantones y 15 caseríos. Entre los ríos que atraviesan el territorio están El Huiza, El Muerto, Los Obrajes, El Jutillo, Chichihuiste y El Jutillón. En cuanto a su orografía los cerros principales son El Tecomate y Las Conchas. Su clima es cálido y pertenece al tipo de tierra caliente, su monto pluvial anual oscila entre 1.725 y 2.150 mm. La vegetación está constituida por bosque húmedo subtropical. Cubre un área de 39.2 km² y la cabecera tiene una altitud de 520.0 m s. n. m.
Las actividades agrícolas están basadas en el cultivo doméstico de granos básicos, hortalizas y frutas; además, hay crianza de ganado y de aves de corral. Existe la elaboración de lácteos y sombreros de palma. Las fiestas patronales se celebran del 1 al 7 de octubre.